# クエスト・オブ・キング 魔法使いと4人の騎士
『クエスト・オブ・キング 魔法使いと4人の騎士』（クエストオブキング まほうつかいとよにんのきし、原題：The Kid Who Would Be King）は、2019年のイギリス・アメリカ合衆国のファンタジー映画。監督はジョー・コーニッシュ、主演はルイ・アシュボーン・サーキスが務めた。アーサー王伝説を現代劇にアレンジした冒険物語である。
なお、本作は日本国内で劇場公開されなかったが、2019年8月7日にDVDが発売された。

## ストーリー
アレックス・エリオットはごく普通の子供だった。ところが、それとは知らずに聖剣エクスカリバーを引き抜いてしまったばかりに、世界を救う使命を担うことになった。黒魔術の使い手、モーガナとの戦いに備えるべく、アレックスは円卓の騎士を招集しなければならなくなったのである。マーリンは現代でアーサー王と同じ役割を果たすべき人間が何の取り柄もない子供であることに衝撃を受けたが、やむなくアレックスを支えることにした。マーリンはアレックスと同年代の子供に変身し、彼と一緒に学生生活を送りつつ、2人で決戦の準備を整えることにした。

## キャスト
※括弧内は日本語吹替
- アレックス・エリオット: ルイ・アシュボーン・サーキス（英語版）（吉田騎士）
- ランス: トム・テイラー（英語版）（徐斌）
- モーガナ: レベッカ・ファーガソン（北西純子）
- 学生の姿に変身したマーリン: アンガス・イムリー（英語版）（田谷隼）
  - マーリンの実際の姿: パトリック・スチュワート（麦人）
- ベダーズ: ディーン・チャウムー（下松谷嘉音）
- ケイ: リアーナ・ドリス（松浦愛弓）
- ミセス・エリオット: デニース・ゴフ（英語版） - アレックスの母。

## 製作・マーケティング
2017年9月25日、本作の主要撮影がロンドンで始まっており、ルイ・アシュボーン・サーキス、トム・テイラー、ディーン・チャウムー、リアーナ・ドリスが起用されたと報じられた。26日、パトリック・スチュワートとレベッカ・ファーガソンがキャスト入りした。なお、本作の撮影はコーンウォールでも行われた。
2018年10月17日、本作のファースト・トレイラーが公開された。

## 興行収入
本作は『セレニティー:平穏の海』と同じ週に封切られ、公開初週末に900万ドル前後を稼ぎ出すと予想されていたが、実際の数字はそれを下回るものとなった。2019年1月25日、本作は全米3521館で公開され、公開初週末に717万ドルを稼ぎ出し、週末興行収入ランキング初登場4位となった。なお、本作は『キング・アーサー』や『フッド: ザ・ビギニング』とは異なり、批評家から高く評価されていたため、「中世を舞台にした作品はヒットしない」というジンクスを打ち破る可能性を指摘されていたが、結局打ち破れなかった。本作が興行的に失敗したことで、配給元の20世紀フォックスは5000万ドル程度の赤字を計上すると見込まれている。

## 評価
本作は批評家から好意的に評価されている。映画批評集積サイトのRotten Tomatoesには41件のレビューがあり、批評家支持率は83%、平均点は10点満点で6.6点となっている。サイト側による批評家の見解の要約は「『クエスト・オブ・キング 魔法使いと4人の騎士』はアーサー王伝説という古典を全世代向けのアドベンチャー映画に作り替え、時を超えた伝説を現代に復活させた。ファミリー映画の歴史に、また一つ素晴らしい娯楽作が加わった。」となっている。また、Metacriticには12件のレビューがあり、加重平均値は71/100となっている。なお、本作のCinemaScoreはB+となっている。